# John Spencer (1549-1600)
John Spencer (1549 – Althorp, 9 gennaio 1600) è stato un politico e nobile inglese.

## Biografia

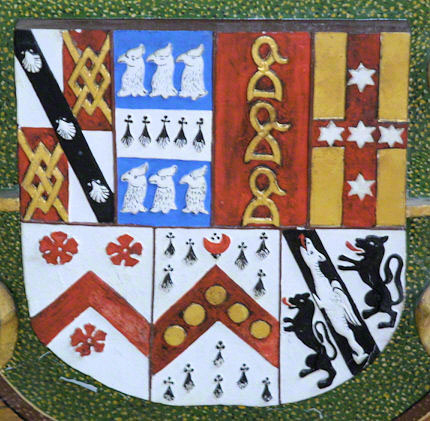
Lo stemma di sir John Spencer nella Chiesa di Great Brington, Northamptonshire

Nacque da Sir John Spencer di Althorp e da sua moglie Katherine Kitson, figlia di Sir Thomas Kitson, sceriffo della City di Londra. Fu educato al Trinity College di Cambridge e in seguito praticò l'avvocatura nella gilda del Middle Temple. Negli anni precedenti alla morte del padre accumulò vari debiti, in conseguenza degli eccessivi acquisti di terre e della lussuosa ospitalità che era solito offrire ai suoi ospiti. La sua famiglia era molto nota, anche per i prestigiosi matrimoni contratti dalle sorelle, e suo padre manteneva legami con personaggi come Lord Burghley e Sir Walter Mildmay. Succedette al genitore nel 1586, ereditando le tenute di Althorp e Wormleighton, alla morte di questi, venendo poi armato cavaliere due anni più tardi. Le sue connessioni familiari gli permisero di essere eletto in Parlamento nel 1572, anche se partecipò solo marginalmente alla vita dell'assemblea, mettendosi in mostra solo nel 1576 per riottenere delle terre che suo padre aveva ceduto a Sir Christopher Hatton; in seguito non si ricandidò più per il Parlamento, a differenza di quanto fecero i suoi fratelli minori e suo figlio (che otterrà il titolo di Barone): fu comunque il quinto, tra gli Spencer, a sedere a Westminster. Negli anni seguenti ottenne vari incarichi di governo locale, come Giudice di Pace e Sceriffo per il Bedfordshire e il Northamptonshire; morì il 9 gennaio del 1600. Sir John distribuì molti legati ai suoi servitori, a coloro che lo avevano assistito nella malattia, e al suo cappellano Thomas Campion; su sua richiesta venne sepolto nella chiesa di Brington, ad Althorp, accanto ai suoi antenati.

### Matrimonio
Era sposato con Mary Catlin, figlia di Sir Robert Catlin, Lord Chief Justice del tribunale di King's Bench, che gli portò in dote nuove terre in varie contee. La coppia ebbe un solo figlio:
- Robert Spencer, I barone Spencer di Wormleighton (1570-1627), il primo membro della famiglia ad essere elevato alla Paria d'Inghilterra. Si sposò con Margaret Willoughby ed ebbe discendenza.